# Szkoła z Klasą
Szkoła z Klasą – polska akcja edukacyjna zapoczątkowana w 2002 roku. Akcję prowadziła Fundacja Centrum Edukacji Obywatelskiej (CEO) „Gazeta Wyborcza” w partnerstwie z Polsko-Amerykańską Fundacją Wolności i Fundacją Agory, a od 2015 prowadzona jest przez Fundację Szkoła z Klasą. W 2012 roku akcja została nominowana do nagrody UNESCO króla Hamada bin Isa Al-Khalifa.

## Opis
Na kanwie doświadczeń akcji Szkoła z Klasą, w 2015 roku została powołana Fundacja Szkoła z Klasą. Do jej zadań należy wspieranie edukacji na miarę wyzwań współczesnego świata, wzmacnianie rozwoju kompetencji XXI wieku, doskonalenie pracy nauczycieli i budowanie prestiżu ich pracy, wyrównywanie szans edukacyjnych dzieci i młodzież oraz wzmacnianie obywatelskiej misji szkoły. „Szkoła z Klasą” to obecnie jeden z wielu czynnych programów edukacyjnych prowadzonych przez tę fundację. W dotychczasowych 20-stu edycjach programu wzięło udział 9,5 tysiąca szkół, 149 tysięcy nauczycieli oraz ponad 1,5 miliona uczniów.

## Cele
Program zmienia się z edycji na edycję, ale – jak piszą organizatorzy – „cele naszej akcji są wciąż takie same: żeby szkoła była miejscem ciekawej i mądrej edukacji, żeby uczniowie chcieli i lubili się uczyć, a nauczyciele chcieli i lubili uczyć. Żeby szkoła była żywą społecznością współpracujących ze sobą nauczycieli, uczniów i rodziców. Żeby nie była nudna i smutna. Żeby w uczniach widziała ludzi”.

## Historia programu

### Szkoła z klasą (2002-2005)
W pierwszej edycji organizatorzy ogłosili sześć zasad Szkoły z Klasą: 
1. Szkoła dobrze uczy każdego ucznia.
2. Szkoła ocenia sprawiedliwie.
3. Szkoła uczy myśleć i rozumieć świat.
4. Szkoła rozwija społecznie, uczy wrażliwości.
5. Szkoła pomaga uwierzyć w siebie, tworzy dobry klimat.
6. Szkoła przygotowuje uczniów do przyszłości.

Organizatorzy zakładali, że w programie udział weźmie 300 szkół, zgłosiło się ich 4424.

### Akademia Szkoły z Klasą (2003-2007)
Program był skupiony na szkołach wiejskich i z małych miast, miał wyrównywać szanse młodzieży z tych szkół. „Małe granty” na dodatkowe zajęcia prowadzone przez nauczycieli popołudniami, w weekendy i w czasie wakacji uzyskało blisko 2 tys. szkół z klasą dzięki wpłatom od sponsorów, wpływom z 1% na rzecz CEO i zbiórce publicznej, która przyniosła prawie 46 tys. zł.

### Lego, Cogito, Ago (2004/2005)
Na lekcjach różnych przedmiotów i zajęciach pozalekcyjnych nauczyciele uczyli trzech zasadniczych umiejętności: czytania ze zrozumieniem, twórczego myślenia i społecznego działania.

### Nauczyciel z klasą (2005/2006 i 2006/2007)
Nauczyciele budowali nowe sposoby uczenia i zarazem relacji z dziećmi. Musieli sprostać czterem wyzwaniom: 
1. Odejdź od tablicy!
2. Pracuj metodą projektów.
3. Oceniaj tak, by pomóc się uczyć.
4. Uczeń też człowiek!

### Uczniowie z klasą (2006/2007 i 2007/2008)
Tym razem projekty edukacyjne realizowała sama młodzież szkolna. Nowością był też sposób opisu działań – na blogach. Uczniów wspierali moderatorzy, w tym wielu „absolwentów” poprzednich edycji Szkoły z klasą. W dwóch odsłonach programu 30 tys. uczniów poprowadziło 5929 projektów naukowych (Badam świat – eksperymenty, dokumentacje historyczne, obserwacje przyrody itp.), artystycznych (Jestem twórcą – działania teatralne, filmowe, wystawy i festyny, szkolne gazetki), charytatywnych (Pomagam innym – wspieranie szpitali, hospicjów itp, pomoc kolegom w nauce, opieka nad zwierzętami itd.).

### Szkoła Myślenia (2008/2009 i 2009/2010)
Zadaniem było rozwijanie precyzyjnego, krytycznego i naukowego myślenia, a także prowadzenie badań, zarówno matematyczno-przyrodniczych, jak humanistyczno-społecznych. Szczególnie ważne były szkolne festiwale nauki.

### Szkoła z Klasą 2.0 (od 2010/2011)
Szkoła z Klasą zyskała w 2010 roku dopisek „2.0”. Organizatorzy wspierają szkoły w mądrym korzystaniu z technologii informacyjno-komunikacyjnych (TIK).
W roku 2010/2011 ponad 100 szkół objęto specjalnym programem Laboratorium 2.0, nauczyciele wraz z uczniami wypracowywali tzw. Kodeksy 2.0 – zasady korzystania z nowych technologii w nauczaniu i szkolnej komunikacji oraz pracowali z metodą projektu.
W 2011/2012 każda z 500 szkół-uczestniczek doskonalących wykorzystanie TIK dostała router, a 30 szkół zostało objętych „Pilotażem 2.0”. W ramach niego nauczyciele testowali różne sposoby wykorzystania sprzętu komputerowego na lekcjach oraz nowe metody nauczania, m.in. odwróconą lekcję.
W 2012/2013 w programie pojawiły się „Wirtualne pracownie 2.0” prowadzone przez znanych specjalistów.
W 2013/2014 pojawiły się ścieżki edukacyjne dla doświadczonych nauczycieli, którzy doskonalili nowinki metodyczne: odwrócona lekcja, uczymy innych, projekt edukacyjny oraz Uczniowskie forum naukowe (ścieżka służąca doskonaleniu umiejętności prezentacji i wystąpień publicznych).
W roku 2014/2015 szkoły pracowały pod hasłem Czytamy i odkrywamy, a ścieżki edukacyjne mogli realizować wszyscy nauczyciele.
Edycja 2015/2016 przebiegała pod hasłem Otwieramy Szkołę z Klasą 2.0. Nauczyciele wybierali do realizacji dwie z ośmiu „ścieżek”: Odwrócona lekcja, Uczymy innych, Uczniowskie forum naukowe, Projekt edukacyjny, Czytamy (ze zrozumieniem), Odkrywaj, eksperymentuj, dociekaj, Otwarte zasoby i prawa autorskie, Debata uczniowska.
W roku szkolny 2016/2017 odbywa się jubileuszowa, piętnasta edycja programu. Zespoły złożone z różnych członków społeczności szkolnej pracują nad poprawą codziennego funkcjonowania szkoły w trzech wymiarach: społecznym, architektonicznym i technologicznym.

### Klasna Shkola – edycja ukraińska (2015 i 2015/2016)
Program Szkoła z Klasą na Ukrainie prowadzi Fundacja Szkoła z Klasą we współpracy z Ogólnoukraińskim Stowarzyszeniem Nauczycieli Historii i Nauk Społecznych „Nova Doba”. Program jest kontynuacją pilotażowego projektu CEO z 2015 roku, który pozwolił dopasować polski model „Szkoły z klasą” do specyfiki ukraińskiego systemu oświaty i do ukraińskich potrzeb. Bez zmian pozostają podstawowe założenia: podmiotowe zaangażowanie szkół, model szkoły demokratycznej i nowoczesnej, komunikacja z całą opinią publiczną z udziałem mediów. W programie bierze udział ponad 40 ukraińskich szkół, które we wsparciu polskich mentorów, wypracowują zasady działania dobrej szkoły i wprowadzają innowacyjne metody nauczania. Klasna Shkola współfinansowana jest środków programu RITA – "Przemiany w regionie" Polsko-Amerykańskiej Fundacji Wolności, realizowanego przez Fundację Edukacja dla Demokracji.